# ギルバート・エリオット＝マーレイ＝キニンマウンド (初代ミントー伯爵)
初代ミントー伯爵ギルバート・エリオット＝マーレイ＝キニンマウンド（英: Gilbert Elliot-Murray-Kynynmound, 1st Earl of Minto, PC FRSE [ˈɛliət ˈmʌri kɪˈnɪnmənd]、1751年4月23日 - 1814年6月21日）は、イギリスの政治家・植民地行政官。1777年から1797年までは「サー・ギルバート・エリオット準男爵」、1797年から1813年までは「初代ミントー男爵」と称されていた。
1807年7月31日から1813年10月4日までインドの総督（当時の職名はベンガル総督）を務めた。

## 経歴
スコットランド・エディンバラのグレイフライアーズ生まれ。庶民院議長候補になったほか海軍本部委員（Lord of the Admiralty）を務めた第3代準男爵サー・ギルバート・エリオットの長男。母親アグネス・ダルリンプル＝マーレイ＝キニンマウンドは初代ステア子爵ジェイムズ・ダルリンプルの曾孫。父の弟にニューファンドランド植民地総督のジョン・エリオット海軍大将、弟に外交官のヒュー・エリオット、妹の夫に初代オークランド男爵ウィリアム・イーデンがいるほか、ロバート・ルイス・スティーヴンソンやアーサー・セントクレアらと縁戚関係にある。
初め家庭で教育を受け、1763年頃からパリでデイヴィッド・ヒュームの下で学び、オノーレ・ミラボーと知り合う。1768年にオックスフォード大学クライスト・チャーチ、1769年にリンカーン法曹院へ入り、1772年に学位（M.A.）を、1774年5月4日に法廷弁護士資格を取得。1793年、オックスフォード大学から民法学博士号（D.C.L.）を授与。
1776年より翌1777年までノーサンバーランド州モーペス選挙区選出の、1777年より1784年までロックスバラシャー州選挙区選出の、1786年より1790年までバーウィック選挙区選出の、1790年より1795年までコーンウォール州ヘルストン選挙区選出の庶民院議員。議会ではホイッグ党に所属し、親しくなったエドマンド・バークがウォーレン・ヘースティングズやイライジャ・インピーを攻撃するのを助けた。2度庶民院議長候補となるが落選。1793年、枢密顧問官に列せられる。
1794年、イギリス・コルシカ王国（Anglo-Corsican Kingdom; アングロ・コルス王国）の副王。1797年、「カウンティ・オヴ・ロックスバラにおけるミントーのミントー男爵」（Baron Minto, of Minto in the County of Roxburgh; グレートブリテン貴族）に叙位。また姓を母親のものと組み合わせて「エリオット＝マーレイ＝キニンマウンド」へ改めた。1799年から1801年までオーストリア駐箚特命全権公使。1802年、王立協会フェローに選出。1806年にイギリス東インド会社監督局総裁となるが、同年ベンガル総督に指名。
1809年、シク王国の君主ランジート・シング（Ranjit Singh）との間に不可侵条約を締結しサトレジ川を国境とする。1810年、インド貿易の中継地として重要だったフランス領のモーリシャス島・レユニオン島（ブルボン島）を占領。1811年、ナポレオン戦争によるホラント王国滅亡に乗じオランダ領東インドへトーマス・ラッフルズを派遣、ジャワ島を征服。
1813年、「カウンティ・オヴ・フォーファーにおけるメルガンドのメルガンド子爵」（Viscount Melgund, of Melgund in the County of Forfar）および「カウンティ・オヴ・ロックスバラにおけるミントーのミントー伯爵」（Earl of Minto, of Minto in the County of Roxburgh; ともに連合王国貴族）に叙位。翌年ハートフォードシャーのスティーブニッジにて死去、ウェストミンスター寺院に葬られた。

## 家族
1777年1月3日にジョージ・アミアンド準男爵の娘であるアンナ・マリア・アミアンドと結婚し、彼女との間に三男三女をもうけた。
- レディ・アンナ・マリア・エリオット
- レディ・ハリエット・メアリ・フランセス・エリオット
- メルガンド子爵ギルバート・エリオット - 第2代ミントー伯爵。庶民院議員、海軍大臣、王璽尚書
- サー・ジョージ・エリオット（英語版） - 海軍大将、Secretary to the Admiralty
- オナラブル・ジョン・エドムンド・エリオット - 庶民院議員、治安判事
- レディ・キャサリン・サラ・エリオット